# Vuvuzela

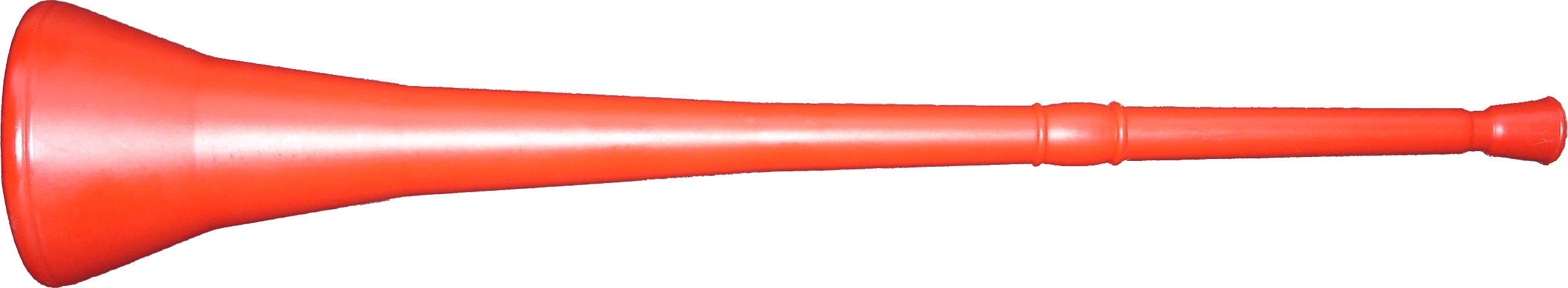
Vuvuzela

Vuvuzela eller stadiontuta, även kallad lepatata Mambu på det sydafrikanska minioritetsspråket Tswana, är en knappt meterlångt, smalt sydafrikanskt horn som är populärt bland sydafrikanska fotbollssupportrar. Tutandet sker under hela matchen, men framförallt under den sista kvarten tutas det unisont för att störa motståndarlaget. De kräver en del styrka i lungor och läppar för att framkalla den monotona tonen (B♭). Ljudnivån från en vuvuzela har uppmätts till 131 dB(A) vid tutans öppning och till 113 dB(A) två meter framför öppningen, vilket redan det är skadligt höga nivåer för oskyddade öron. Med en grupp vuvuzelor som tutar unisont, blir ljudnivån ännu högre. Toppar ända upp till 140 db(C) har mätts.  Vuvuzelorna väckte stor internationell uppmärksamhet under fotbolls-VM 2010 som arrangerades i Sydafrika.

## Etymologi
Ursprunget till namnet vuvuzela är omstritt. Det kan komma från zuluspråkets ord för 'att framkalla ljudet vuvu' eller från kåkstadsslang för dusch, eftersom tutan liknar ett duschmunstycke.

## Historik

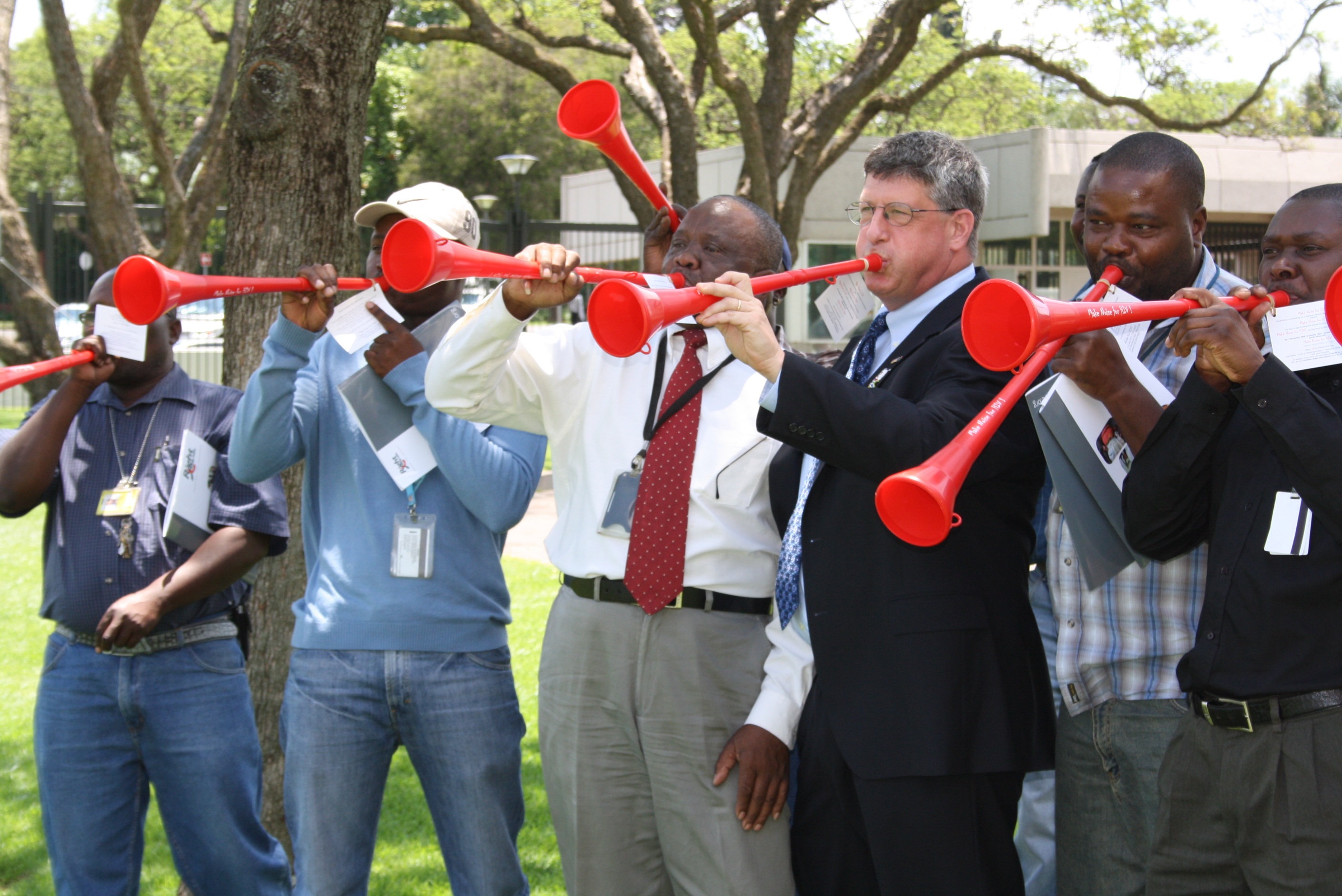
Män som använder vuvuzelor.

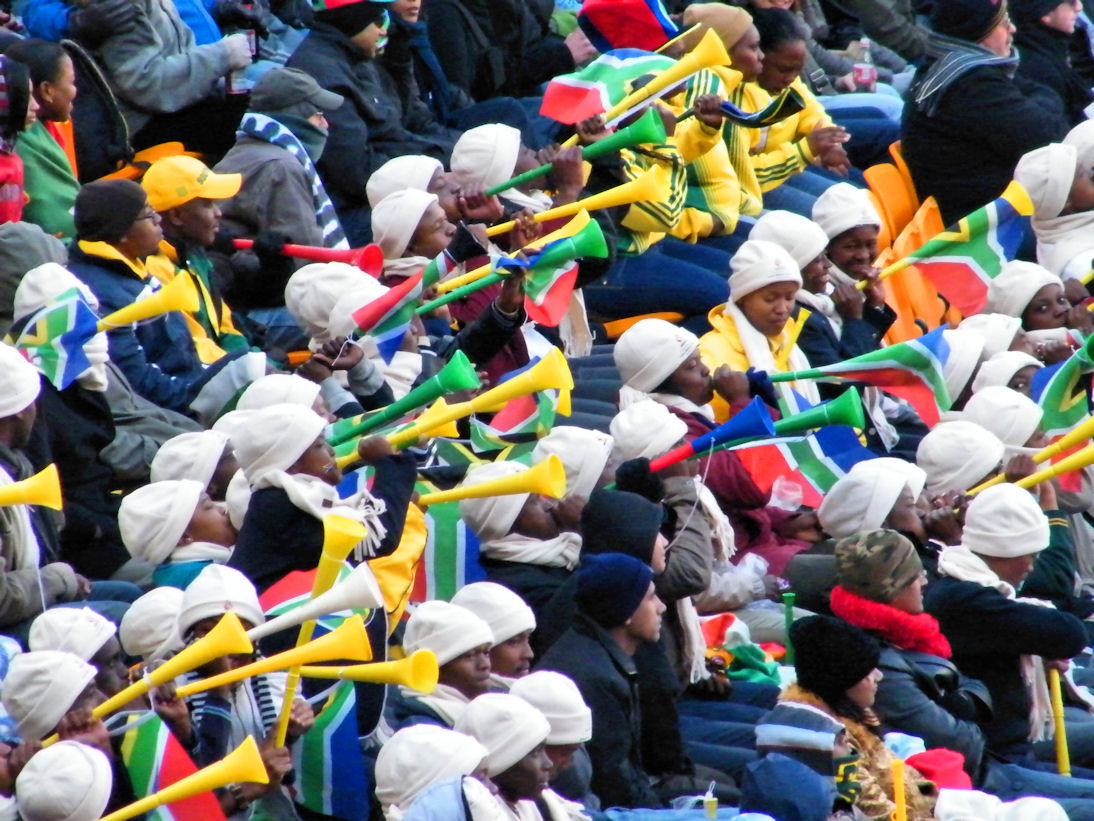
Vuvuzelor under en match i VM 2010

Från början tillverkades vuvuzelan av plåt och den blev populär i Sydafrika under 1990-talet. Freddie ”Saddam” Maake hävdar att han uppfann vuvuzelan redan 1965 när han tog bort gummit från en cykeltuta och förlängde den. Maake har foton på sig själv från nationella matcher under 1970-talet och från internationella matcher under 1990-talet. Han hävdar att hans plåtvuvuzela blev förbjuden eftersom den kunde användas som tillhygge och därför sökte han upp plasttillverkare vilket skulle göra den mindre lämpad till det.
År 2001 började det sydafrikabaserade Masincedane Sport massproducera plastvuvuzelor.

### Världsmästerskapet i fotboll 2010
Under och inför världsmästerskapet i fotboll 2010 i Sydafrika fick vuvuzelan internationell uppmärksamhet. Det talades om att förbjuda vuvuzelan under turneringen av flera olika anledningar, framförallt för att de är störande, för att de skulle kunna användas som tillhygge och för att de skulle kunna användas för att visa otillbörlig reklam. Internationella fotbollsförbundet, FIFA, beslutade till slut att tillåta vuvuzelor som är kortare än en meter. Bland annat FIFA-presidenten Sepp Blatter var emot att förbjuda vuvuzelan med orden ”Vi ska inte försöka europisera ett afrikanskt fotbolls-VM". Flera spelare och ledare uttalade sig negativt till vuvuzelan.

## Kritik
Vuvuzelorna har blivit kritiserade bland annat för att de kan orsaka hörselskador, men också för att vara en säkerhetsrisk när åskådarna får svårt att höra säkerhetsmeddelanden i högtalarsystemen, och till och med för att öka risken för spridning av förkylnings- och influensabaciller och virus i en större omfattning än hosta och skrik.
Framförallt är det dock TV-publiken och åskådare som uppfattar ljudet som störande. Det försvårar också den verbala kommunikationen mellan spelarna på planen och mellan domarna och spelarna. Dessa är dock normalt vana att inte kunna kommunicera verbalt när de spelar större matcher eftersom dessa alltid har ett störande bakgrundsljud från åskådarna.
Sportbladet har använt beteckningen "helvetestutan" för vuvuzelan.
Vuvuzelor har efter fotbolls-VM 2010 blivit förbjudna på många håll både i och utanför Afrika, bland annat i UEFA-matcher såsom Champions League och fotbolls-EM 2012, i Rugby-VM 2011, samt en del andra ligor och turneringar i diverse sporter. Ett antal arenor runt om i världen, inte minst i USA och Storbritannien har förbjudit dem.